# Laksmi Vilász palota
A Laksmi Vilász palota (dévanágari írással: लक्ष्मी विलास महल (Laksmi Vilász mahal), gudzsaráti nyelven: લક્ષ્મી વિલાસ મહેલ (Laksmi Vilász mahéla)) egy 19. század végi fényűző palota az indiai Varodara városban. Jelenleg is az építtető Gájakvár család lakhelye, de parkjával és múzeumával együtt jelentős turisztikai célpont is.

## Története
A palotát III. Szajádzsíráv Gájakvár maharadzsa építtette saját maga (és felesége) rezidenciájának. A 12 évig tartó, 180 000 fontba kerülő építkezés, amelyet kezdetben Charles Mant főépítész vezetett, 1890-ben fejeződött be. Az építőanyagot messziről hozták: a vörös kövek Agrából származnak, a kékes színű trapp kő Púnából, a márvány pedig Rádzsasztánból és Olaszországból. A darbár terem mozaikos padlómontázsán tizenkét velencei mester dolgozott. A palotát az akkori kor legmodernebb felszereléseivel látták el, ilyen volt például a benne működő lift is.
A főépítész Mant, aki mindig a tökéletességre törekedett, egy idő után arra a következtetésre jutott, hogy számításai, amelyek alapján az épület készült, hibásak voltak, így a palota nem fogja sokáig bírni. Ezen bűntudata miatt felakasztotta magát, a hátralevő munkák vezetésével így Robert Fellowes Chisholmot bízták meg.

## Az épület
A palota a nyugat-indiai Gudzsarát állam keleti részén található Varodara város középső részén áll egy körülbelül 2,8 km²-es park keleti széléhez közel. Ebben a parkban, amelynek egyes részeit a neves botanikus, William Goldring tervezte, egy tízlyukas golfpálya és több krikettpálya is helyet kapott (az egyik pályán az 1980-as években még egynapos nemzetközi mérkőzéseket is rendeztek), régebben pedig egy állatkert is működött benne, amiből mára csak egy kis tó maradt néhány krokodillal. A látogatók emellett majmokat és pávákat is megfigyelhetnek a parkban.
A nyugatra néző főhomlokzatú palota stílusa az indo-szaracén hagyományokat követi, stílusában keverednek a hindu, a gótikus és a mogul hatások: kupolák, ívek és minaretek díszítik szinte minden részét. Összesen 170 szobája van. Belépéskor a darbár csarnokba jutunk, amelynek mozaikos padlója, régi bútorai, velencei csillárjai, belga ólomüveg ablakai, valamint a benne elhelyezett bronz-, márvány- és agyagszobrok hívják fel magukra a figyelmet. Ezt a termet gyakran használják kulturális események, például koncertek helyszíneként. Kívül egy szökőkutakkal díszített olasz stílusú udvar is található, és rendelkezik a palota tenisz- és tollaslabda-pályákkal is.
Az épületegyütteshez tartozó, a palotától délre található Phateh Szinh Mahárádzsa Múzeum épülete eredetileg főként a mahárádzsa gyermekei számára épült iskolának. Még egy kisvasút is létezett, amely összekötötte az iskolát a palotával: ennek felújított, bár használaton kívüli mozdonya a múzeum bejárata mellett áll. A múzeumban ma a híres indiai festő, Rádzsa Ravi Varma műveinek (köztük a mahárádzsa családjának portréinak és hindu mitológiához kapcsolódó témájú festményeknek) valamint a világ szinte minden részéről származó műtárgyaknak a gyűjteménye látható. Külön fegyver- és fejfedőgyűjteménnyel is rendelkezik.

## Képek

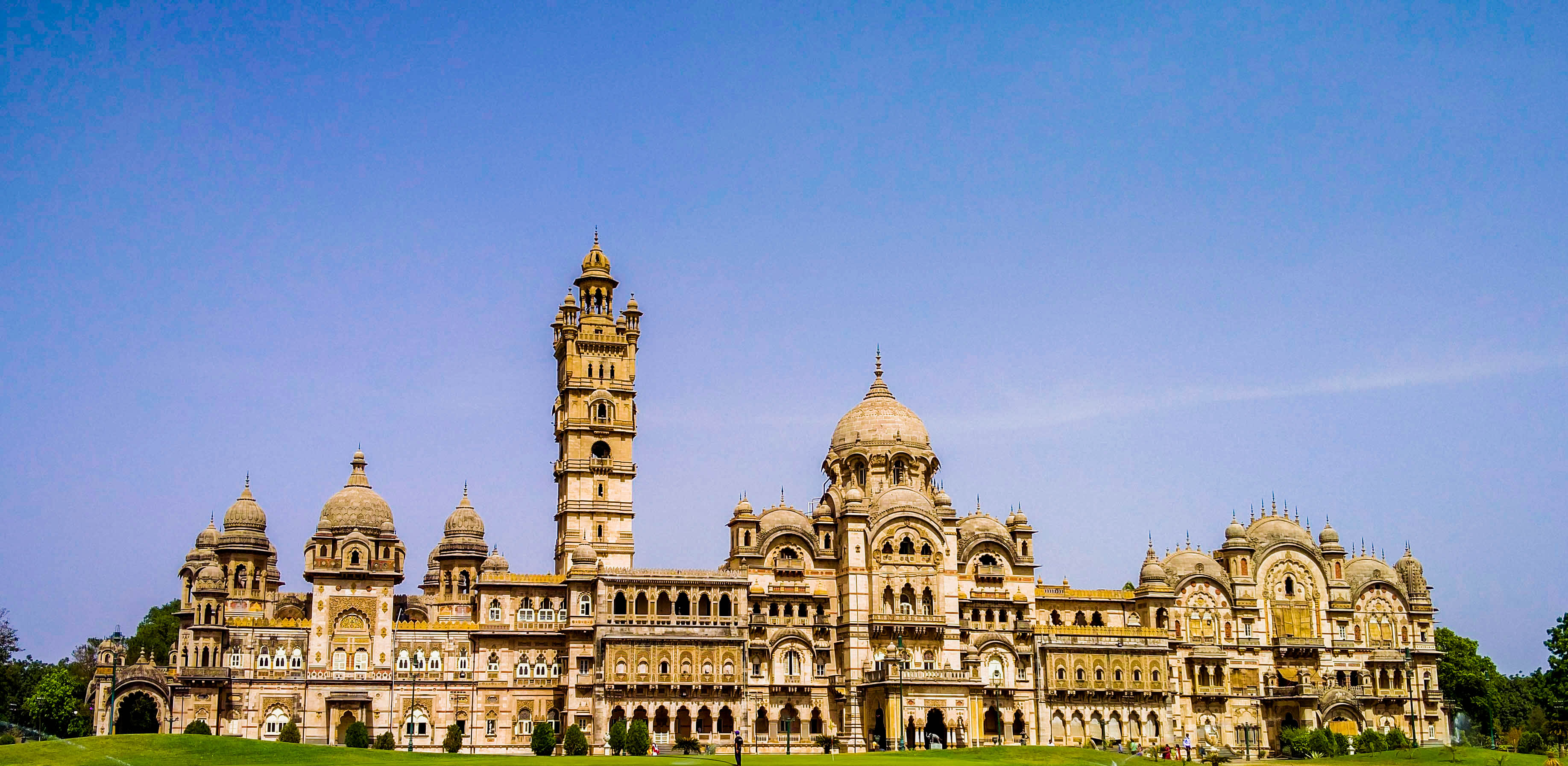
A palota teljes homlokzata
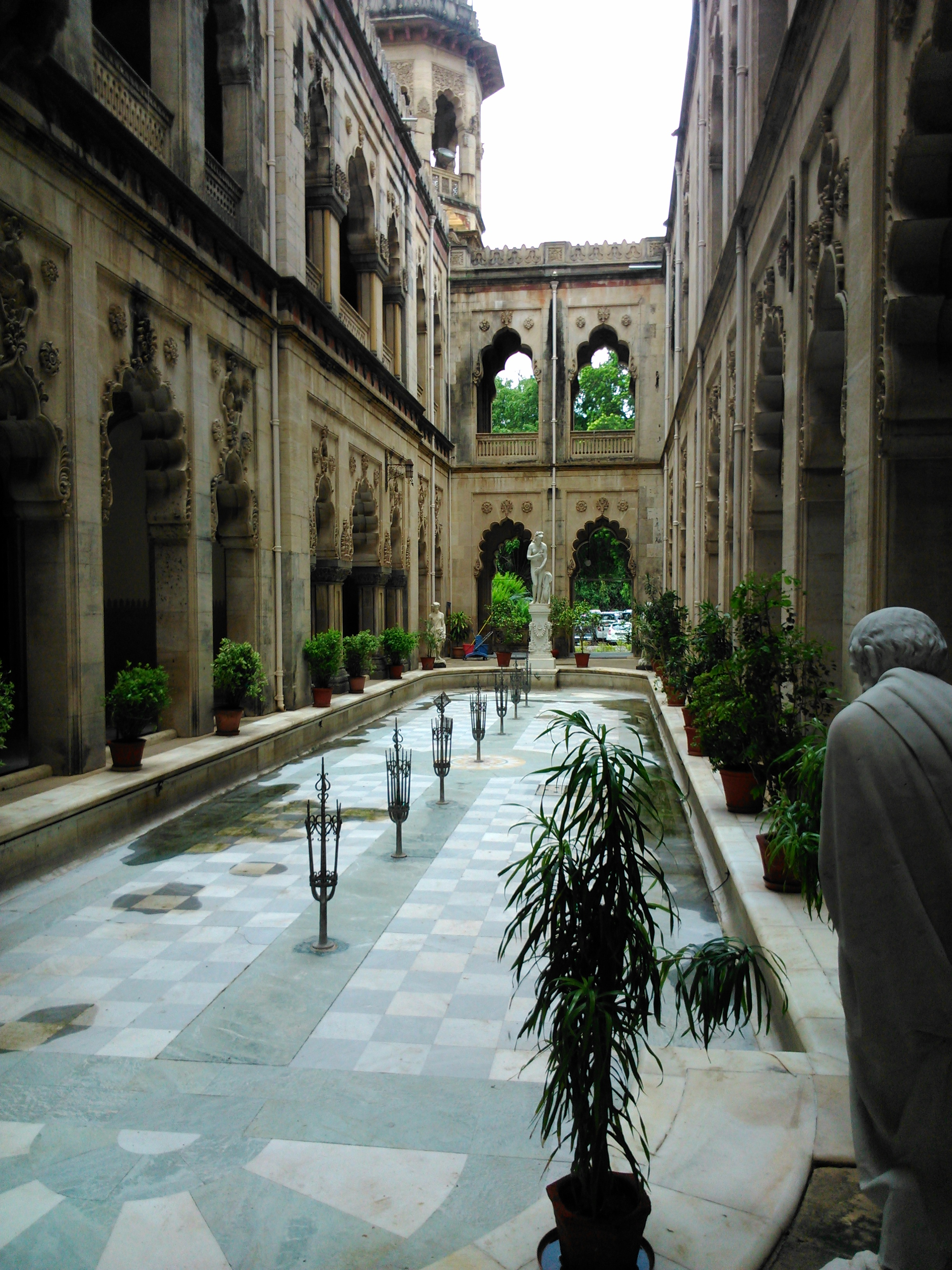
Kis belső udvar
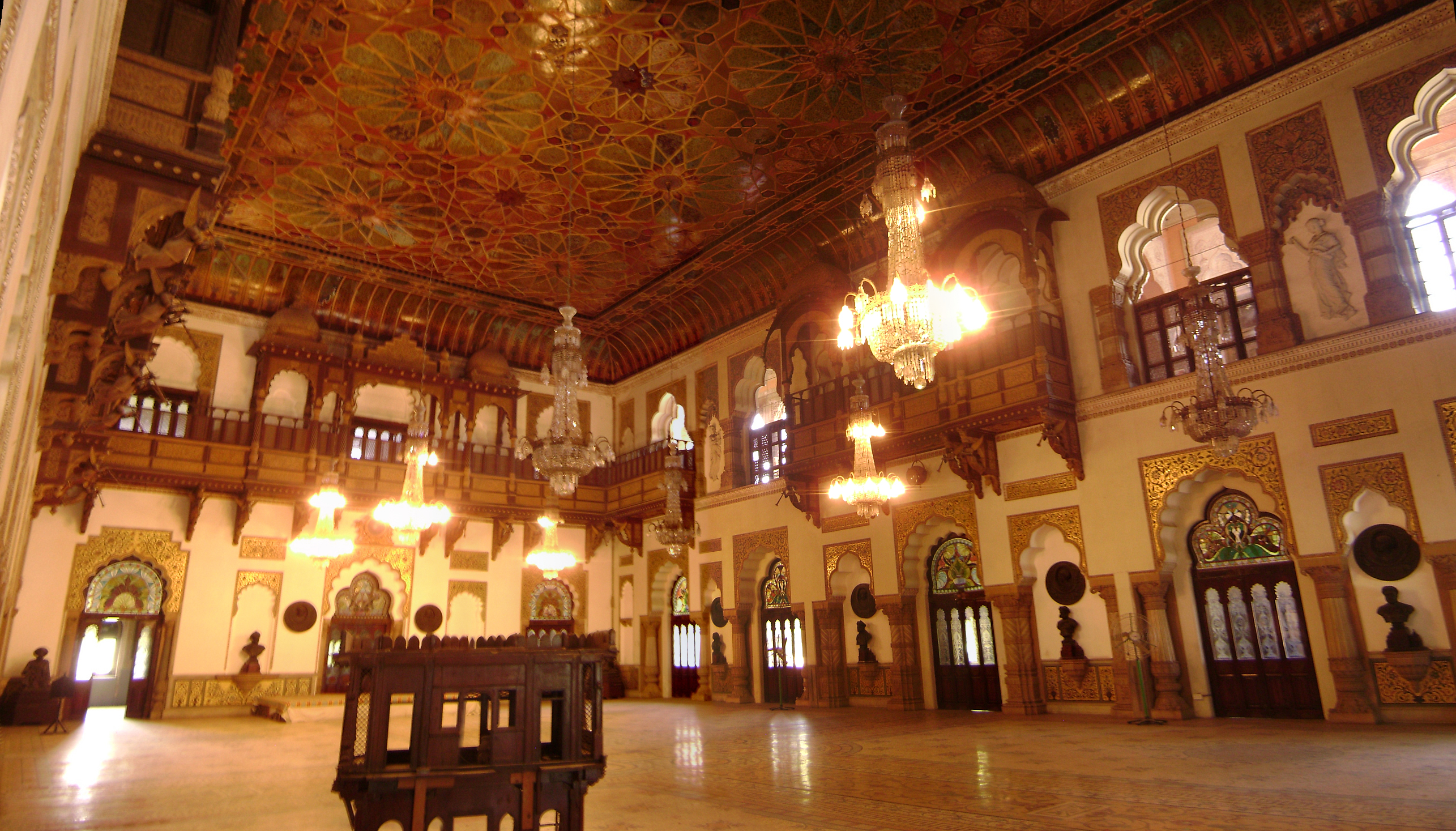
A darbár terem
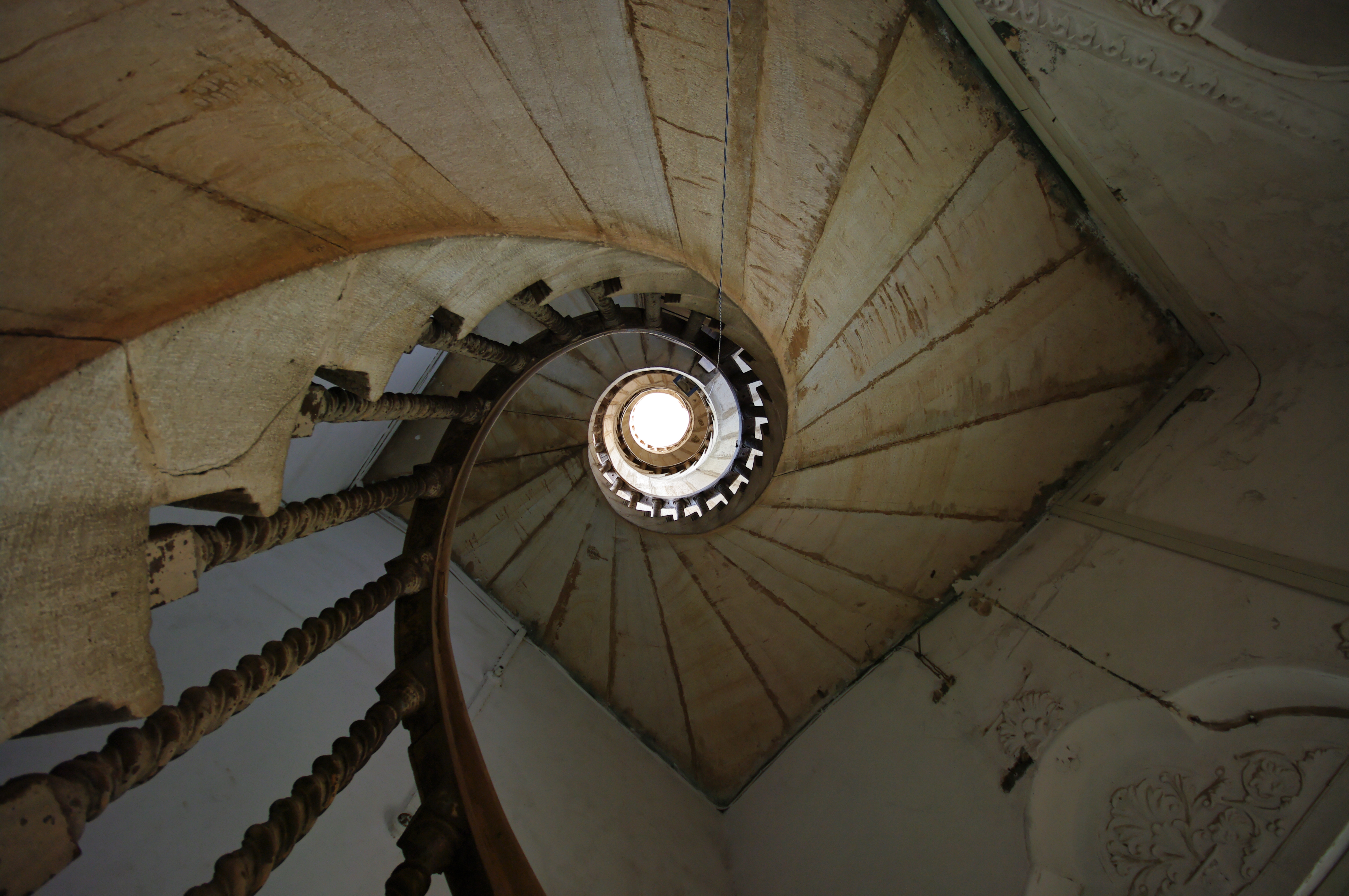
Csigalépcső
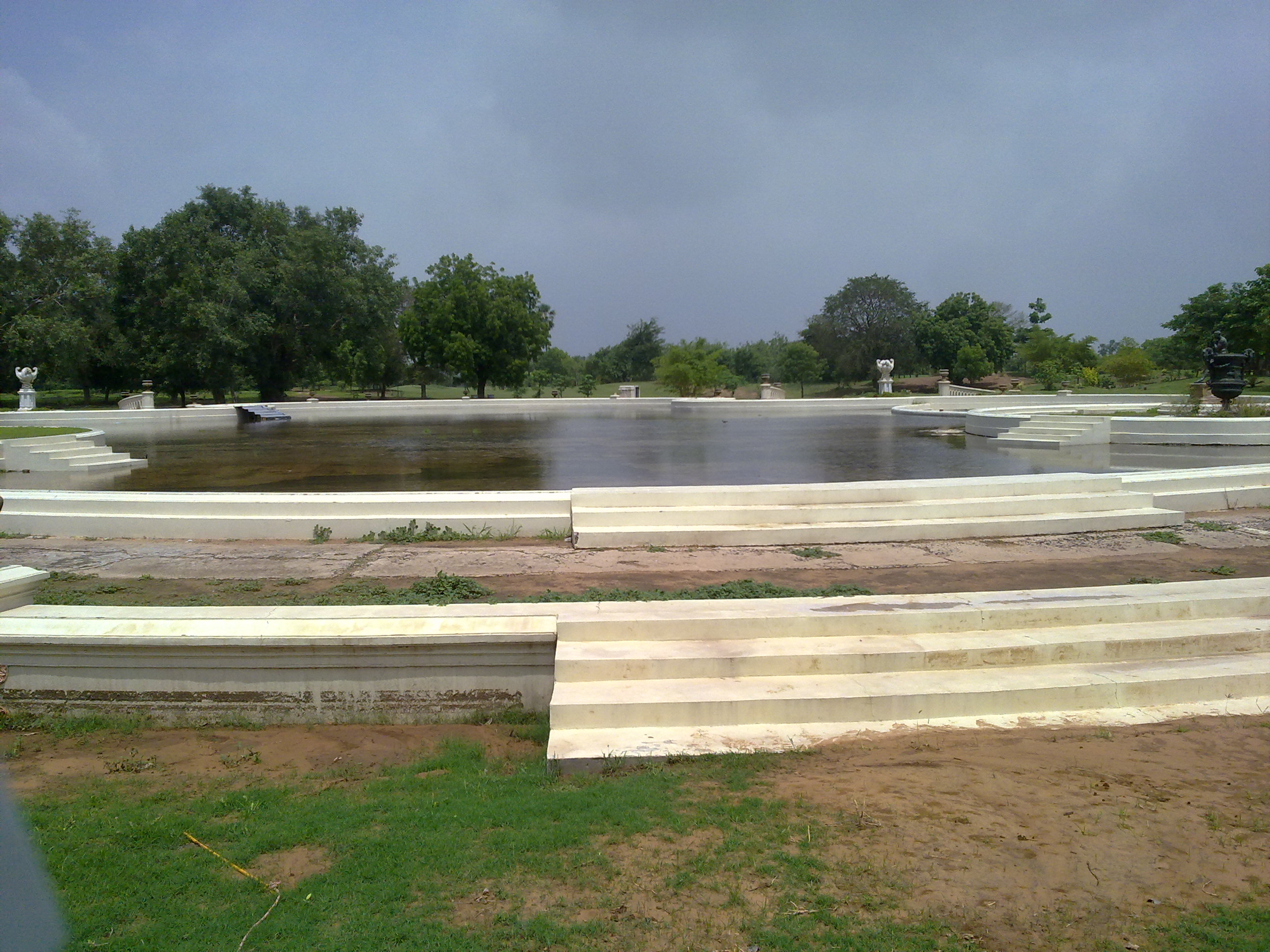
Medence a palotakertben